# Bundestag (Confederação Germânica)

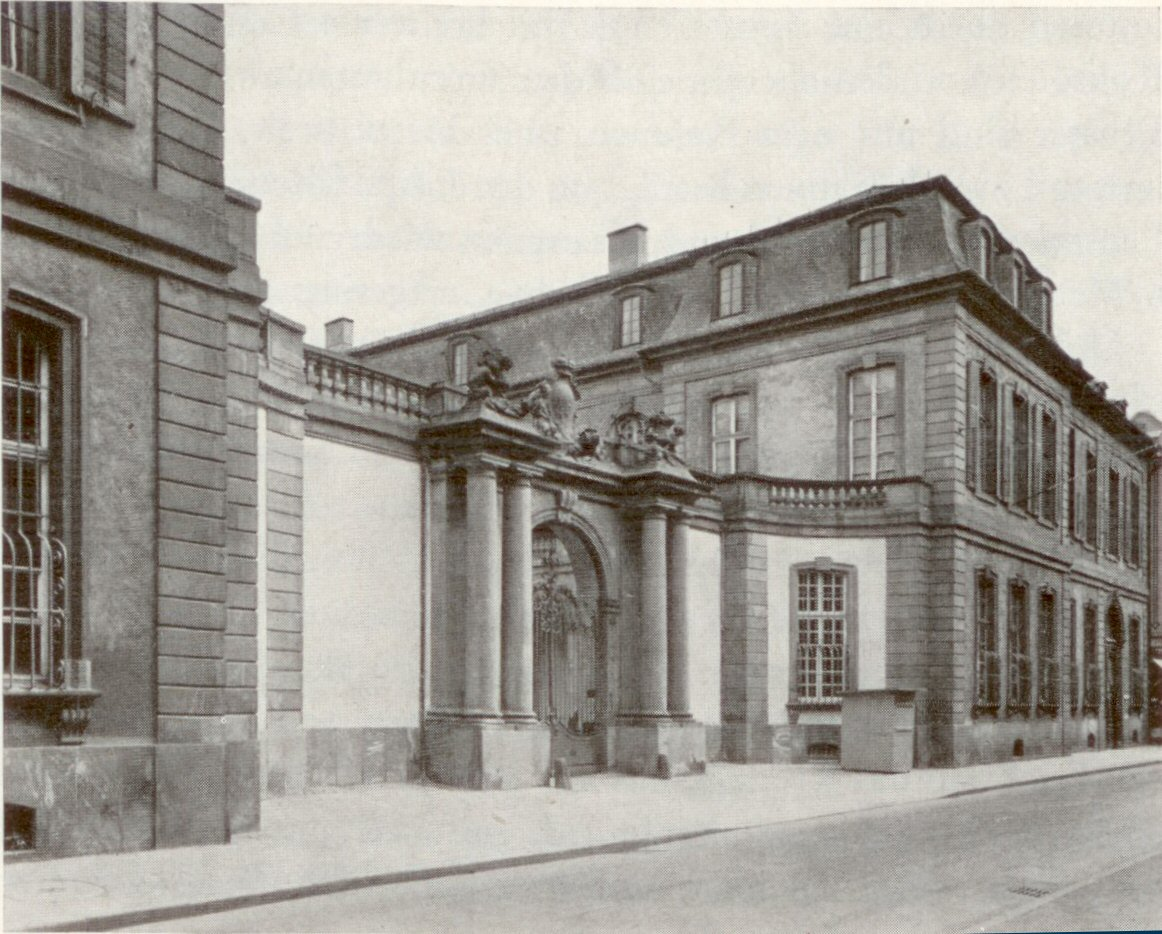
Palácio de Thurn und Táxis em Frankfurt, que foi a sede do Governo Federal de Convenções da Confederação Germânica.

A Assembleia Federal (em alemão:  Bundesversammlung ou Bundestag) foi a única instituição central da Confederação Germânica de 1815 até 1848, e a partir de 1850 até 1866. Tinha a sua sede no Palais Thurn und Taxis, em Frankfurt. Foi organizada como um congresso permanente  de emissários.
A Confederação Germânica, juntamente com a sua Assembleia Federal, foi instituída como resultado do Congresso de Viena, em 1815, após a derrota de Napoleão. A tarefa original era criar uma nova configuração institucional em substituição ao  Sacro Império Romano-Germânico, dissolvido oito anos antes. Os príncipes dos Estados alemães queriam manter a sua soberania, e, por isso, a Confederação foi criada como uma fraca estrutura de governança, com Estados monárquicos independentes e quatro cidades livres (Hamburgo, Lübeck, Bremen e Frankfurt). O ato fundador foi a Lei Federal Alemã (alemão: Deutsche Bundesakte), de 8 de junho de 1815, que fazia parte do tratado do Congresso de Viena.
O Bundestag foi criado como um congresso permanente de representantes de todos os Estados-Membros, que substituiu o antigo Poder Imperial Central do Sacro Império. Seus membros tomaram posse no Palácio Thurn und Taxis, em Frankfurt, onde se reuniam uma vez por semana, a partir de 5 de novembro de 1816. A instituição era presidida por um delegado do Império Austríaco e compunha-se de dois órgãos: o Conselho Interior e o Conselho de Sessão Plenária. Seus membros não eram eleitos - nem pelo voto popular, nem pelos parlamentos dos Estados (que ainda não existiam em alguns Estados-membros). Eram  nomeados pelos governantes do Estado ou pelo Príncipe do Estado.
O Conselho do Interior era constituído de 17 de representantes (um assento para cada um dos 11 Estados maiores; cinco assentos para os 23 Estados menores e um assento para as quatro cidades livres). Esse Conselho determinava a agenda legislativa e decidia  questões que deveriam ser discutidas em sessão plenária. As decisões  eram tomadas por maioria absoluta. A sessão plenária tinha 69 lugares, distribuídos de acordo com o tamanho dos Estados, e era requerida, especialmente em decisões sobre mudanças constitucionais, uma maioria de 2/3 do plenário.
O cumprimento de decisões da Assembleia era  obrigatório para os Estados-Membros, mas o controle da execução  permanecia a cargo de cada Estado. Assim era possível que os Estados continuassem a ser  plenamente soberanos em questões aduaneiras, policiais e militares.
Até a Revolução de Março de 1848 e, novamente, a partir de 1851, a Assembleia Federal da Confederação Germânica foi o principal instrumento das forças reacionárias da Alemanha, para suprimir a democracia, o liberalismo e o nacionalismo. Por exemplo, entre 1835 e 1836, a Assembléia Federal decretou regras de censura que marcaram as obras de Heinrich Heine e outros autores, tornando-as ilegais em todos os Estados da Confederação Germânica.
Após a  Revolução de Março de 1848, o Bundestag  tornou-se inativo, e a sua autoridade passou ao Governo Central Provisório e ao Parlamento de Frankfurt, que tentou unir a Alemanha democraticamente. Após o fracasso da Revolução, a Confederação Alemã foi restaurada entre 1850 e 1851. Em setembro de 1850, a Assembleia Federal foi restabelecida e utilizada para suprimir todas as conquistas democráticas e liberais da Revolução de 1848.
A Convenção Federal foi dissolvida após a Guerra Austro-Prussiana de 1866. Embora a Confederação da Alemanha do Norte não fosse legalmente a sucessora da Confederação Germânica, o novo Conselho Federal (Bundesrat) pode ser visto como uma espécie de substituto da Assembleia Federal.